# Битва при Россосі
Битва при Россосі – морська битва біля узбережжя Кілікії, котра сталась під час боротьби за владу діадохів (полководців Александра Македонського). 
На другому етапі боротьби діадохів (318-316 рр. до н.е.) проти регента Македонії Полісперхона виступила коаліція у складі Кассандра, Антигона Одноокого та Птолемея. На стороні регента опинився колишній секретар Александра Македонського та здібний полководець Евмен, котрий у 318 році виступив з Кілікії та зайняв Сирію і Фінікію, котрі перебували під контролем Птолемея. Головною метою Евмена при цьому було створення за допомогою фінікійських міст свого власного флота, котрий би надав можливість встановити зв’язок із силами Полісперхона у Греції та Македонії (Мала Азія знаходилась під контролем Антигона). Фінікійці приступили до будуівництва кораблів, котрі осінню 318-го були зібрані у самій східній точці Кілікії в Ісській затоці біля Россаса, де на кораблі завантажили гроші, захоплені перед тим у кілікійській скарбниці Александра Македонського. Командування флотом здійснював Сосиген, котрий очікував гарної погоди для відплиття на захід. 
Тим часом Антигон завдав флоту Полісперхона нищівної поразки при Візантії, що давало йому можливість почати переправу до Європи. Втім, дії Евмена на сході викликали сильне занепокоєння та змусили звернути увагу на цю стару загрозу (Евмена вже перемогли у 320 році до н.е. на першому етапі боротьби діадохів, проте з великими складнощами).
За наказом Антигона його флот, прикрашений трофеями та носами ворожих кораблів, повинен був не ховаючись плисти повз численні гавані та міста Малої Азії, щоб вісті про перемогу у Пропонтиді рознеслись по державі. Це відіграло свою роль і коли він наблизився до Россаса, фінікійські екіпажі підняли бунт та, розграбувавши скарби, подались до Антигона. Наварх же Евмена Сосиген виявився нездатним впоратись із покладеним на нього завданням, зокрема, через свою відсутність безпосередньо на флоті (він вів спостереження за погодою на прибережних скелях).
Перемога при Россасі викликала повну відмову Евмена від планів боротьби за Європу та приморські сатрапії, після чого він рушив на схід держави. 